# Mistrz (spektakl telewizyjny 1964)
Mistrz – spektakl telewizyjny Teatru Telewizji z 1964 roku, w reżyserii Jerzego Antczaka, według dramatu Zdzisława Skowrońskiego.
Dzieło znalazło się na liście stu najlepszych w historii Teatru Telewizji przedstawień teatralnych, wytypowanych w sierpniu 1999 przez Akademię Teatru Telewizji. 
W roli tytułowej wystąpił Janusz Warnecki. To z myślą o nim Skowroński napisał tę sztukę. Niemal 70-letniego wówczas aktora (1895-1970), zmagającego się z kalectwem, namówił do udziału w realizacji reżyser. Wobec oporów Janusza Warneckiego przed przyjęciem roli, Jerzy Antczak zaproponował by aktor zagrał przez większość czasu siedząc – wstając jedynie w kulminacyjnym momencie, by wypowiedzieć monolog Makbeta. 
W 1966 roku powstał film fabularny o tym samym tytule, autorstwa tego samego duetu scenarzysta-reżyser.

## Obsada
dane na podst. materiału źródłowego:
- Stanisław Zaczyk – aktor
- Karol Leszczyński – woźny
- Lech Wojciechowski – reżyser
- Janusz Warnecki – Mistrz
- Ryszarda Hanin – nauczycielka
- Lech Madaliński – adwokat
- Igor Śmiałowski – gestapowiec
- Andrzej Żarnecki – pianista
- Józef Pieracki – lekarz
- Zygmunt Rzuchowski – tłumacz
- Bronisław Dardziński – krytyk

## Nagrody
- 1965 – Złoty Ekran (nagroda czasopisma „Ekran”) dla Janusza Warneckiego w kategorii najwybitniejszych kreacji aktorskich w Teatrze Telewizji[1].